# Mady Rahl

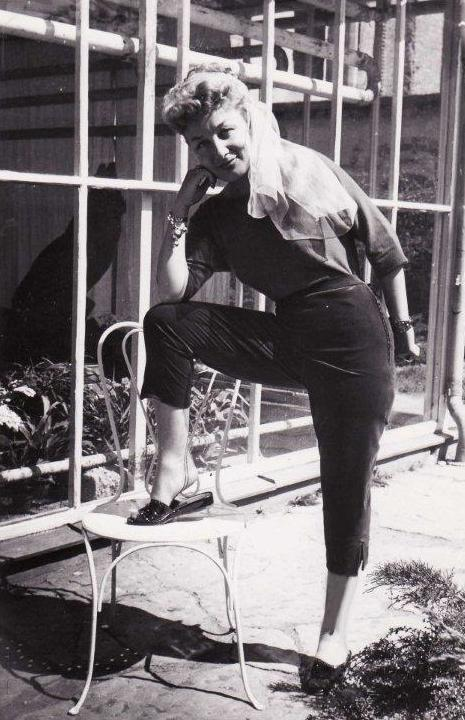
Mady Rahl (1949)

Mady Rahl (* 3. Januar 1915 in Neukölln, heute Berlin-Neukölln; † 29. August 2009 in München-Bogenhausen; eigentlich Edith Gertrud Meta Raschke) war eine deutsche Bühnen- und Filmschauspielerin, Synchronsprecherin und Chansonsängerin.

## Leben

### Theater, Film und Fernsehen
Rahl, Tochter des Gürtlermeisters Richard Wilhelm Emil Raschke und seiner Frau Anna Meta Raschke geb. Jänner, schloss nach der Absolvierung einer höheren Mädchenschule eine Theaterausbildung mit Tanzunterricht ab und erhielt ihr erstes Bühnenengagement 1935 an den Städtischen Bühnen in Leipzig, das etwa 20 Monate dauern sollte. Dort arbeitete sie unter Regisseur Detlef Sierk. Nach Probeaufnahmen bekam sie erste kleinere Rollen in den Spielfilmen Der geheimnisvolle Mr. X mit Ralph Arthur Roberts und Hermann Thimig ebenso wie in Das Gäßchen zum Paradies mit Hans Moser und Peter Bosse in den Hauptrollen.
Doch erst durch die Produktion Truxa (Regie: Hans H. Zerlett) von 1937 wurde sie als UFA-Star auch einem größeren Publikum bekannt. Zweimal zwei im Himmelbett, Zu neuen Ufern, Eine Nacht im Mai und Hallo Janine (als Partnerin von Marika Rökk und Johannes Heesters) folgten. Insgesamt wirkte Mady Rahl in mehr als 90 Filmen mit, davon etwa 30 zur Zeit der NS-Diktatur. Sie stand 1944 in der Gottbegnadeten-Liste des Reichsministeriums für Volksaufklärung und Propaganda.
Auch nach dem Zweiten Weltkrieg drehte sie weiter und trat zudem in München an der Kleinen Komödie am Max II auf. Einen weiteren Wirkungskreis verschaffte ihr die Arbeit beim Fernsehen. Rahl wirkte in Serien wie Stahlnetz, Tatort, Dem Täter auf der Spur, Der Kommissar, Polizeiruf 110 sowie in Die glückliche Familie (mit Maria Schell und Siegfried Rauch) und in Die Wicherts von nebenan mit.

### Synchronisation
Mady Rahl war zeitweise auch als Synchronsprecherin tätig. So lieh sie in der Zeichentrickserie Nils Holgersson der Wildgans Akka, in der Komödie Eins, Zwei, Drei Arlene Francis und im Zeichentrickfilm Prinzessin Mononoke der Moro ihre Stimme. Außerdem sprach sie in der Kinderserie Die Fraggles in den späteren Folgen die Stimme von Ma Gorg und in der Zeichentricksendung Alice im Wunderland die Herzogin.
Sie war auch die deutsche Synchronstimme von Lucille Ball.

### Privatleben
Mady Rahl war dreimal verheiratet; von jedem ihrer Männer, darunter Filmproduzent Wilhelm Sperber, wurde sie geschieden. 
Rahl war lange Zeit als Hobbymalerin impressionistischer Bilder und Aquarelle tätig. Ihre Werke wurden auf verschiedenen Ausstellungen gezeigt. 
Mady Rahl, die zuletzt nahezu erblindet war und an Altersdemenz litt, starb am 29. August 2009 mit 94 Jahren in einem Krankenhaus in München-Bogenhausen. Ihre Urne wurde am 6. Oktober 2009 auf dem Münchner Nordfriedhof beigesetzt. Die Grabrede hielt ihr langjähriger Freund, der Schauspieler Christian Wolff, mit dessen erster Ehefrau Corny Collins Mady Rahl seit langem befreundet war. 
Einige persönliche Gegenstände liegen im Filmmuseum Potsdam in Potsdam-Babelsberg in einer Ausstellung über die UFA.

## Filmografie (Auswahl)
- 1936: Blinde Passagiere
- 1936: Das Gäßchen zum Paradies
- 1936: Der geheimnisvolle Mister X
- 1937: Truxa
- 1937: Fremdenheim Filoda
- 1937: Zu neuen Ufern
- 1937: Der Unwiderstehliche
- 1937: Zweimal zwei im Himmelbett
- 1938: Eine Nacht im Mai
- 1938: War es der im 3. Stock?
- 1939: Fräulein
- 1939: Hallo Janine
- 1940: Die lustigen Vagabunden
- 1940: Der dunkle Punkt
- 1941: Ich bin gleich wieder da
- 1941: Krach im Vorderhaus
- 1942: Hab mich lieb!
- 1942: Geliebte Welt
- 1942/51: Augen der Liebe
- 1943: Tonelli
- 1944: Das Konzert
- 1944/49: Dreimal Komödie
- 1944/49: Die Nacht der Zwölf
- 1945: Die tolle Susanne
- 1946: Sag’ die Wahrheit
- 1949: Der blaue Strohhut
- 1950: Alles für die Firma
- 1950: Skandal in der Botschaft
- 1951: Rausch einer Nacht
- 1951: Die Dame in Schwarz
- 1951: Grenzstation 58
- 1952: Der Mann in der Wanne
- 1954: Sanatorium total verrückt
- 1954: Gefangene der Liebe
- 1954: Drei vom Varieté
- 1956: Roter Mohn
- 1956: Der Fremdenführer von Lissabon
- 1956: Die Stimme der Sehnsucht
- 1957: Das Herz von St. Pauli
- 1957: Ober, zahlen!
- 1957: Träume von der Südsee
- 1957: Haie und kleine Fische
- 1957: Jungfrauenkrieg
- 1957: Schön ist die Welt
- 1958: Stefanie
- 1958: Mit Eva fing die Sünde an
- 1958: Das Mädchen mit den Katzenaugen
- 1958: Immer die Radfahrer
- 1958: Der Page vom Palast-Hotel
- 1958: Der Greifer
- 1959: Nacht fiel über Gotenhafen
- 1959: Ein Tag, der nie zu Ende geht
- 1959: Geliebte Bestie
- 1960: Frauen in Teufels Hand
- 1960: Der Hauptmann von Köpenick (Fernsehfilm)
- 1961: Der Fälscher von London
- 1963: Mit besten Empfehlungen
- 1963: Die weiße Spinne
- 1963: Stahlnetz: Das Haus an der Stör
- 1964: Tim Frazer jagt den geheimnisvollen Mister X
- 1964: Das Wirtshaus von Dartmoor
- 1964: Liebesgrüße aus Tirol
- 1964: Die große Kür
- 1964: Holiday in St. Tropez
- 1965: Lage hoffnungslos – aber nicht ernst (Situation Hopeless… But Not Serious)
- 1966: Das Spukschloß im Salzkammergut
- 1967: Der Hund von Blackwood Castle
- 1967: Jungfrau aus zweiter Hand
- 1967: Der dritte Handschuh
- 1968: Otto ist auf Frauen scharf
- 1969: Venus im Pelz
- 1969: Dem Täter auf der Spur – Familienärger
- 1971: Immer die verflixten Weiber
- 1972: Dem Täter auf der Spur – Kein Hafer für Nicolo
- 1973: Der Kommissar – Ein Funken in der Kälte
- 1973: Tatort: Tote brauchen keine Wohnung (Fernsehreihe)
- 1973: Dem Täter auf der Spur – Blinder Hass
- 1973: Dem Täter auf der Spur – Stellwerk 3
- 1974: Karl May
- 1975: Ein Fall für Sie! – Sonnenschein bis Mitternacht
- 1977: Das Gesetz des Clans
- 1979: Tatort: Die Kugel im Leib (Fernsehreihe)
- 1979: Der Sturz
- 1986: Ein Fall für zwei – Erben und Sterben
- 1987: Die Krimistunde (Fernsehserie, Folge Wer andern in der Grube gräbt)
- 1987: Die glückliche Familie
- 1988–1989: Die Wicherts von nebenan
- 1988: Der Angriff
- 1992: Kein pflegeleichter Fall
- 1993: Glückliche Reise – Namibia (Fernsehreihe)
- 1993: Shiva und die Galgenblume. Der letzte Film des dritten Reiches (unvollendeter Film von 1945, Besetzung im Nachdreh)
- 2000: Auf eigene Gefahr – Das Collier
- 2004: Polizeiruf 110 – Vater Unser (Fernsehreihe)